# Oscillazione di Allerød

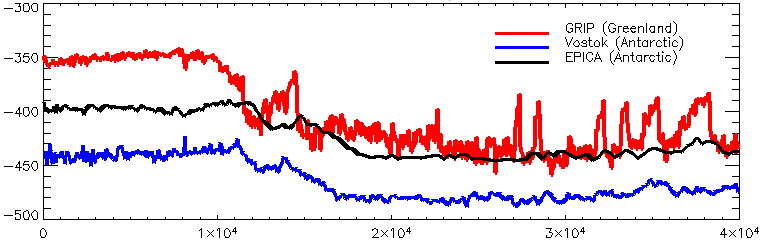
Oscillazioni della temperatura in tre diverse regioni del globo ricavate in base alla variazione isotopica dell'ossigeno: la sequenza GRIP (rossa) ottenuta dalle carote di ghiaccio della Groenlandia, mostra l'evento del Dryas recente intorno all' 11.000 BP. Le curve blu e nera, riferite all'emisfero antartico, non mostrano segni di queste oscillazioni.

L'oscillazione di Allerød (conosciuta anche come Interstadiale di Allerød) fu l'ultimo periodo caldo e umido globale, o interstadiale, che avvenne poco prima della fine dell'ultimo periodo glaciale. La sua durata è stimata dall'11.400 a.C. al 10.370 a.C.
In questo periodo le temperature nella regione dell'Atlantico settentrionale si innalzarono quasi ai livelli odierni, prima di diminuire nuovamente nel successivo periodo del Dryas recente, al quale seguì l'attuale periodo interglaciale.
In alcune regioni, specialmente nell'Eurasia settentrionale, vi è l'attestazione di un periodo freddo noto come il Dryas antico che interruppe l'interstadiale. In tali regioni la breve oscillazione che terminò con il Dryas antico è nota come l'oscillazione di Bølling, e il periodo di Allerød è l'interstadiale che segue il Dryas antico.

## Definizione
L'oscillazione di Allerød prende il nome dalla località tipo posta nella municipalità di Allerød nell'isola di Sjælland, in Danimarca (vicino a Copenaghen), dove i depositi creatisi durante il periodo furono identificati per la prima volta in un'opera pubblicata nel 1901 da Nikolaj Hartz e Vilhelm Milthers. Il periodo di Blytt-Sernander corrisponde alla zona di polline II.
Oggi la località tipo di Allerød non esiste più e come para-strato tipo si utilizza la località di Bølling Sø, nello Jutland, sempre in Danimarca.
L'inizio dell'oscillazione viene definito in base all'espansione dei boschi di betulla.

## Datazione
L'inizio dell'oscillazione di Allerød dipende dall'eventuale presenza e durata di un Dryas antico. Una datazione convenzionale di 14.000 anni BP è abbastanza tipica. Roberts (1998) indica 13.000 anni BP per la fine del periodo.
La datazione è stata investigata sia per mezzo della dendrocronologia che della cronologia delle varve, cioè la stratificazione annuale dei sedimenti. Quest'ultima porta ad una durata compresa tra il 13.350 e il 12.680 BP, che corrisponde al periodo non calibrato tra 11.440 e 10.730 a.C. Il Geozentrum di Hannover data questo intervallo tra 13.350 e 12.700 BP.
I dati delle concentrazioni degli isotopi dell'ossigeno provenienti dalla Groenlandia mostrano che il riscaldamento identificato con l'Allerød è avvenuto all'incirca dopo il 14.100 BP e prima del 12.900 BP. I carotaggi eseguiti nei ghiacci della Groenlandia danno una durata di 971 ± 31 anni secondo il Greenland Ice Core Project (GRIP) e 1091 ± 29 anni per NGRIP. Secondo il Greenland Ice Sheet Project (GISP) la durata si estende a 1120 ± 56 anni. Secondo Mangerud et al. la durata dell'interstadiale definita con il radiocarbonio è compresa tra 11.800 e 11.000 (corrispondenti a 11.757 e 10.973 a.C.).
Le datazioni del C-14 provenienti dagli scavi sulle rive del Lago di Neuchâtel, in Svizzera, forniscono una data di 14.000 BP calibrata per l'inizio dell'Allerød. Le analisi polliniche da campioni della pianura del Beresina, in Bielorussia, forniscono invece una datazione di 11.800-10.900 BP non calibrata. L'interstadiale finì bruscamente con un periodo freddo che ridusse le temperature riportandole quasi a livelli da glaciazione nel giro di un decennio.
L'Allerød ebbe luogo durante l'ultimo interstadiale del Pleistocene, corrispondente con il Windermere della Gran Bretagna, il Woodgrange dell'Irlanda ed il Two Creeks Interval nel Nord America. Mentre tuttavia questi interstadiali sono definiti su base regionale, il periodo dell'Allerød è globale nei suoi effetti: la temperatura ed il livello del mare infatti aumentarono nell'intero emisfero settentrionale.

## Stratigrafia
L'inizio e la durata dell'interstadiale di Allerød può differire su base regionale in funzione anche del posizionamento del precedente Dryas antico e del successivo Dryas recente, che pose fine al Pleistocene per introdurre l'Olocene.
Secondo Rasmussen et al. l'interstadiale di Allerød comprende i seguenti periodi:
- GS-1: Groenlandia- stadiale - dal 10.946 al 9.753 a.C.: Dryas recente
- GI-1a: Groenlandia- interstadiale 1a - dall'11.149 al 10.946 a.C. - periodo caldo prima dell'inizio del Dryas recente
- GI-1b: Groenlandia- interstadiale 1b - dall'11.361 all'11.149 a.C. - periodo fresco: oscillazione del Gerzensee (Svizzera)
- GI-1c: Groenlandia- interstadiale 1c - dal 12.004 all'11.361 a.C. - caldo: biozona di Allerød

Quest'ultimo interstadiale può essere ulteriormente suddiviso in: 
- GI-1c1 - dall'11.572 all'11.324 a.C. - caldo
- GI-1c2 - dall'11.674 all'11.572 a.C. - freddo: oscillazione dell'Aegelsee (Dryas antico)
- GI-1c3 - dall'11.958 all'11.674 a.C. - caldo

Nel 2012 Raden et al. hanno descritto una suddivisione stratigrafica ancora più minuziosa.

## Temperature
Dopo il massimo termico raggiunto durante l'oscillazione di Bølling, cominciò un graduale raffreddamento globale che si protrasse fino all'interstadiale di Allerød. Le temperature estive medie in luglio in Irlanda si attestavano attorno ai 13 °C, con una diminuzione quindi di circa 10 °C. In Groenlandia le temperature erano tra 5 e 12 °C inferiori a quelle odierne.

## Variazioni degli isotopi dell'ossigeno e del carbonio

### Ossigeno
Fino all'11.000 a.C. i valori dell'isotopo dell'ossigeno δ18O diminuirono in modo costante e significativo di circa il 12 % 
(da - 36 ‰ a - 41 ‰), per risalire poi al - 38 ‰ verso la fine dell'interstadiale (GI-1a).

### Carbonio
Durante l'intestadiale di Allerød anche i valori del δ13C scesero in modo costante di circa il 57 % (passando da 3,5 a 1,5 ‰), anche se la discesa fu un po' più rallentata durante l'oscillazione del Gerzensee.

## Flora
Durante l'Allerød, che prefigura per molti aspetti il clima attuale, in Eurasia prevalsero le foreste miste sempreverdi e le decidue, essendo queste ultime più diffuse verso sud, proprio come oggigiorno. Betulla, pioppo tremulo, abete, pino, larice e ginepro erano diffusi in modo estensivo, insieme alla quercia e al nocciolo. Le graminacee invece si potevano trovare nelle regioni con ambienti più aperti e minore vegetazione arborea.

## Fauna
Tra gli animali cacciati si annoverano il cervo, l'alce, il cavallo, il cervo gigante e il castoro in aggiunta all'onnipresente orso bruno .

## Specie umana
Gli uomini nel Nord dell'Eurasia erano ancora allo stadio della caccia e raccolta. Una varietà di culture paleolitiche, che presentavano già caratteri regionali, prevalse in Europa: Federmesser, Lyngby, Bromme, Ahrensburg e Swiderian. Al sud e in oriente invece era già iniziato il Neolitico.